# Сура Ат-Тін
Сура Ат-Тін (араб. سورة التين‎) або Смоківниця — дев'яносто п'ята сура Корану. Мекканська, містить 8 аятів.

## Текст
Переклад Михайла Якубовича

1. Клянуся смоківницею і оливою,
2. клянуся горою Сінай,
3. клянуся цим містом надійним!
4. Ми створили людину в найкращій подобі.
5. Потім Ми скинемо її в найнижче з найнижчого,
6. окрім тих, які увірували й творили добрі справи; чекає на них невичерпна винагорода!
7. Хто ж після цього змушує тебе відкидати Суд?
8. Хіба Аллаг — не Наймудріший Суддя?